# Alexis Pritchard
Alexis Pritchard (Bellville, 24 settembre 1983) è una pugile sudafricana naturalizzata neozelandese.
Si è trasferita in Nuova Zelanda all'età di 14 anni e ha iniziato a praticare il pugilato nel 2003.
Il 5 agosto 2012 è diventata la prima donna neozelandese a vincere un incontro olimpico quando ha battuto la tunisina Rim Jouini negli ottavi di finale.
Pritchard si è ritirata mentre era ancora campionessa neozelandese, dopo non essere riuscita a qualificarsi per le Olimpiadi di Rio. È stata una tedofora per la staffetta della Regina dei Giochi del Commonwealth 2022 quando il testimone è arrivato ad Auckland nel marzo 2022.